# Gymnothorax moringa
A moreia-pintada (Gymnothorax moringa) é uma espécie atlântica de moreia da família dos murenídeos. Tais animais chegam a medir até 1 metro de comprimento, contando com um corpo amarelado com manchas irregulares escuras e nadadeiras dorsal e anal com margens brancas.